# 1906 en combiné nordique
| Années du combiné nordique : 1903 - 1904 - 1905 - 1906 - 1907 - 1908 - 1909    |
| Décennies du combiné nordique : 1870 - 1880 - 1890 - 1900 - 1910 - 1920 - 1930 |

Cette page reprend les résultats de combiné nordique de l'année 1906.

## Festival de ski d'Holmenkollen
L'édition 1906 du festival de ski d'Holmenkollen fut remportée par le norvégien Johannes Grini
devant ses compatriotes Per Bakken, deuxième l'année précédente, et Thorvald Hansen, vainqueur l'année précédente.

## Championnats nationaux

### Championnat d'Allemagne
Les informations au sujet du Championnat d'Allemagne de combiné nordique 1906 manquent.

### Championnat de Suisse
La deuxième édition du Championnat de Suisse de ski a lieu à Zweisimmen.
Le champion de l'année fut Eduard Capiti, de Saint-Moritz.